# 保罗·埃伦
保罗·埃伦（英語：Paul Ereng，1966年8月22日—），肯尼亚男子田径运动员。他曾获得1988年夏季奥运会田径比赛男子800米金牌。他也曾在1989年世界室内田径锦标赛和1991年世界室内田径锦标赛获得男子800米金牌。